# گوخان کسکین
گوخان کسکین (انگلیسی: Gökhan Keskin؛ زادهٔ ۳۱ مارس ۱۹۶۶) بازیکن فوتبال بازنشسته و مربی اهل ترکیه است.
از باشگاه‌هایی که در آن بازی کرده‌است می‌توان به باشگاه ورزشی استانبول‌اسپور و باشگاه فوتبال بشیکتاش اشاره کرد.
وی همچنین در تیم ملی فوتبال ترکیه بازی کرده‌است.
وی هم‌اکنون در سال ۲۰۲۳، سرمربی تیم ملی فوتبال زیر ۲۳ سال ترکیه است.